# Xilinhot
Xilinhot, tidigare romaniserat Silinhot, är en stad på häradsnivå och huvudort i det mongoliska förbundet Xilingol i den autonoma regionen Inre Mongoliet i norra Kina. Den ligger omkring 500 kilometer nordost om regionhuvudstaden Hohhot.

## Källa
1. ↑  Wahlén, Jan (red.), Bonniers universalatlas, Bonnier, Stockholm, 1970